# Йоуханн Магнус Бьяднасон
Йоуханн Магнус Бьяднасон (исл. Jóhann Magnús Bjarnason; 24 мая 1866, Медальнес — 8 сентября 1945, Элфрос) — исландский писатель и поэт конца XIX — первой половины XX века; иммигрировал в Канаду в 1875 году.
Величайший и самый плодовитый из исландских канадских писателей, Йоуханн оставил после себя три больших романа, несколько рассказов, около ста сказок, более 20 пьес, множество стихов и статей о литературе и культуре. Его книги были изданы в Канаде, Исландии и Дании. Среди известных произведений Йоуханна можно отметить романы «Бразильские путешественники» (исл. Brasilífararin), «Весенние ночи на Эльгсхайдир» (исл. Vornætur á Elgshæðum), «Эйрикюр Ханссон» (исл. Eiríkur Hansson) и поэмы «Маленькая девочка с двумя светлыми косами» (исл. Litla stúlkan með ljósu flétturnar tvær) и «Гримюр из Грюнда» (исл. Grímur frá Grund).

## Биография

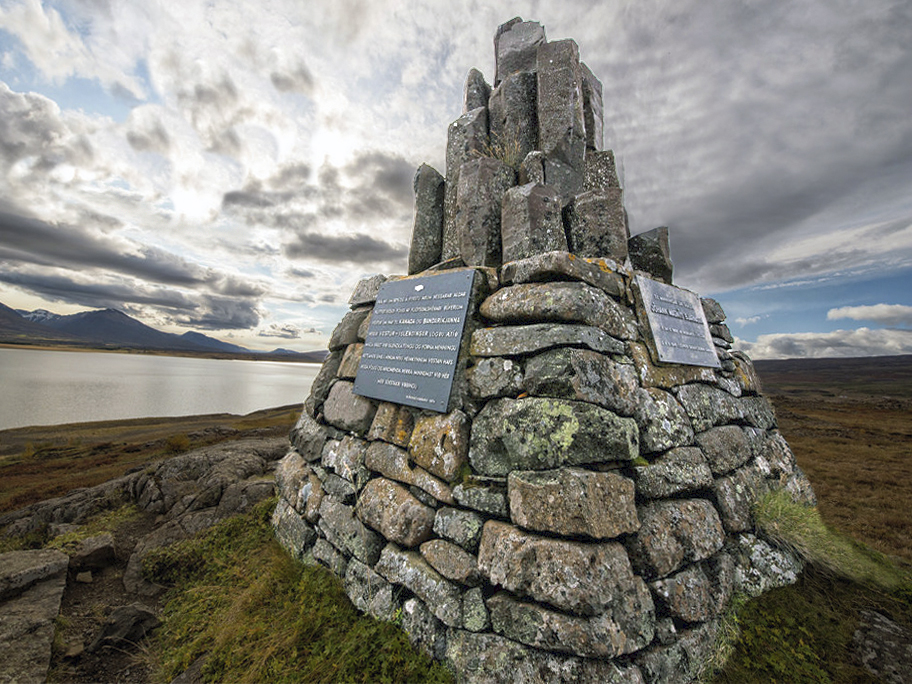
Памятник Йоуханну Магнусу Бьяднасону возле Федля

Йоуханн Магнус Бьяднасон родился 24 мая 1866 года на ферме Медальнес возле Федля, что в Нордюр-Муласисле, на северо-востоке Исландии. Его родители — Кристбьёрг Магнусдоуттир (исл. Kristbjörg Magnúsdóttir) и Бьядни Андрьессон (исл. Bjarni Andrésson), были крестьянами, выходцами из Хьерада. Позже семья переехала в Сетберг в той же местности возле Федля, а оттуда во Фльотсбакки в Эйдатингхау. У пары было шестеро детей, из которых четверо умерли в младенчестве. В 1875 году, когда Йоуханну было девять лет, семья собрала вещи и направилась на запад через океан в Канаду в надежде на лучшую жизнь.
Первые несколько лет они жили в Новой Шотландии, но затем поселились в исландском поселении Исландингабиггд (исл. Íslendingabyggð) недалеко от Виннипега, где Йоуханн учился в исландской средней школе. После окончания школы он преподавать в Аурнесе (исл. Árnes) у озера Виннипег в 1889 году и преподавал там до 1922 года с перерывами из-за болезни. Йоуханн всегда был слабым и болезненным, что доставляло ему множество неудобств в жизни. В частности, из-за состояния здоровья он не мог путешествовать и посещать родные места Исландии.
Женой Йоуханна была Гвюдрун Хьёрлейфсдоуттир (исл. Guðrún Hjörleifsdóttir) из Вестюр-Скабтафедльссислы. Своих детей у пары не было, но их приемной дочерью стала Элис Джульетта Купер. Последние несколько лет они жили в Элфросе в Саскачеване, где и умерли с разницей в месяц летом 1945 года.
На невысоком холме на землях бывшей фермы Медальнес возле Федля в 1980 году был поставлен памятник писателю. С 1978 года региональный музей издаёт рождественские и новогодние открытки, посвященные Йоуханнесу и его творчеству.

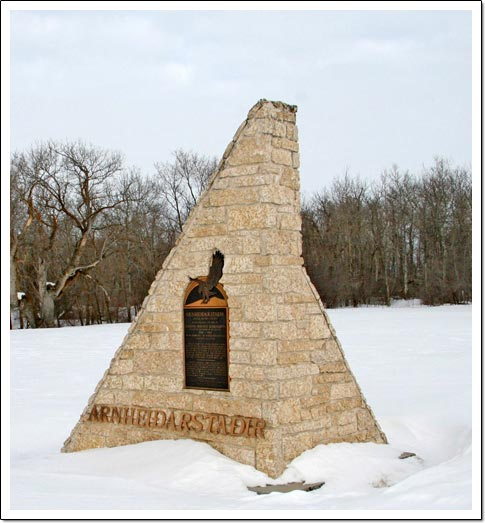
Памятник в честь Йоуханна Магнуса Бьяднасона в Манитобе

В октябре 1939 года Йоуханн был награждён Орденом Исландского сокола правительством Исландии за его вклад в исландскую культуру в Канаде.
По заказу Исландской национальной лиги и проекту канадского художника Нельсона Джеррарда в 1989 году в бывшей усадьбе Йоуханна Бьяднасона, называемой «Аднхейдарстадир», был установлен памятник писателю. Памятник относится к числу объектом муниципального наследия Манитобы и значится в реестре под номером 21.

## Творчество
Первая книга Йоуханна «Рассказы и стихи» была издана в Виннипеге в 1892 году и получила довольно плохие отзывы критиков, но автор не остановился и продолжил писать. Можно сказать, что он нашел своё призвание тогда, когда начал писать романы, первый из которых, «Эйрикюр Ханссон», был опубликован в трёх томах в период с 1899 по 1903 год и получил признание в исландском обществе по обе стороны океана. Сюжет этого романа в значительной мере основан на реальных событиях, которые произошли в Новой Шотландии во время детства автора, и содержит реалистичное описание борьбы за выживание исландского переселенца и его семьи.
Следующая книга «Бразильские путешественники» вышла в двух томах в 1905—1908 годах. Роман был написан в совершенно другом стиле, а его сюжетом являются невероятные приключения главных героев в южноамериканских джунглях. Третий большой роман Йоуханна «В долине Красной реки» (исл. Í Rauðárdalnum) сначала издавался частями в журнале Syrpa в 1914—1922 годах, а позже был опубликован в виде книги.
Можно сказать, что эти три романа сыграли наибольшую роль в формировании популярности Йоуханна, так как после выхода их в свет читатели благосклонно приняли сборники рассказов об исландцах «Весенние ночи на Эльгсхайдир» и «Осенний вечер у моря» (исл. Haustkvöld við hafið). Йоуханн также писал пьесы, газетные статьи, публиковал многочисленные сказки и стихи. Написанные им детская сказка «Маленький Кадль» (исл. Karl litli) и поэма-рассказ о Аудни Оддссоне до сих пор пользуются большой популярностью в Исландии.